# Hypocrita toulgoetae
Hypocrita toulgoetae är en fjärilsart som beskrevs av Christian Gibeaux 1982. Hypocrita toulgoetae ingår i släktet Hypocrita och familjen björnspinnare. Inga underarter finns listade i Catalogue of Life.